# Graciela Silvestri
Graciela Silvestri (Argentina, 1954) és arquitecta i doctora en Història de l'Arquitectura, docent i investigadora. La seva principal àrea d'estudi i de treball és el paisatge. Des del seu perfil de teòrica acompanya als arquitectes de l'estudi BF4S en grans projectes com el Centre Cultural Néstor Kirchner.
Graciela Silvestri exerceix a l'Institut d'Art Americà i Recerques Estètiques «Mario J. Buschiazzo», a la Facultat d'Arquitectura, Disseny i Urbanisme de la Universitat de Buenos Aires i integra el Programa d'Estudis Històrics de la construcció de l'Habitar (Centre d'estudis de la Societat Central d'Arquitectes).
El 2001 va participar com a científica estrangera a la Facultat d'Història de l'Institut Ibero-Americà de Berlín, i va ser professora visitant en el David Rockefeller Center for Latin American Studies de la Universitat Harvard, els cursos acadèmics 2005-2006 i 2013-2014. Entre el 2002 i el 2012 va ser professora convidada a la Universitat de Cambridge, pel Centre d'Estudis Llatinoamericans de la Facultat d'Història.
En els seus nombrosos treballs de recerca, seminaris i escrits, l'arquitecta desafia i redefineix les nocions de territori, el rol de la representació dels esdeveniments i l'espai en la construcció del paisatge i la importància de l'aigua i dels recursos naturals en la definició del paisatge futur. El seu treball se centra sempre en els casos pràctics d'Amèrica del Sud.
És docent titular ordinària de Teoria de l'Arquitectura I i II a la Facultat d'Arquitectura i Urbanisme de la Universitat Nacional de la Plata. Desenvolupa la seva tasca com a investigadora independent del CONICET a l'àrea d'Història i Crítica de l'Arquitectura. El seu camp de recerca és la Història Cultural del Paisatge, centrada en la relació entre el paisatge (com a construcció social i simbòlica), les arts i el disseny a Amèrica del Sud. Com a investigadora del CONICET, Silvestri ha publicat nombrosos articles i dirigeix en les seves recerques a altres becaris. El 2012 la Universitat Nacional de la Plata la va reconèixer amb el Premi a la Labor Científica, Tecnològica i Artística.
Amb l'arquitecte Jorge Silvetti, integrant de Machado and Silvetti Associates, van organitzar el seminari Territorio Guaraní a la Harvard Graduate School of Design. D'aquest projecte també en van resultar un número de la revista ReVista, Harvard Review of Latin America i un nou seminari l'any 2015. El projecte d'estudi Territorio Guaraní abasta l'àrea situada en el cor de la conca del Plata, un espai i una identitat que resulten de la complexa relació entre les fronteres dels països que la integren i la importància dels quals radica en l'estudi de la seua problemàtica i potencialitat amb mirada al futur: recursos naturals, energètics i de repoblament.

## Publicacions
- El Paisatge Com a Xifra de Armonia. Nova Visió, 1991. ISBN 978-950-602-430-7
- Amb Fernando Aliata: El Color del Rio: Història Cultural del Paisatge del Rierol. Universitat Nacional de Quilmes, 2004. ISBN 978-987-558-016-9
- El lloc comú:. EDHASA, 2011. ISBN 978-987-628-117-1
- La ciutat que va ser oblidada. Arxivat 2015-12-15 a Wayback Machine. Arxivat 2015-12-15 a Wayback Machine. Arxivat 2015-12-15 a Wayback Machine. (PDF; 2,0 MB)
- Postals de Buenos Aires (Notes per llegir en el subte).[Enllaç no actiu][Enllaç no actiu] (PDF; 159 kB).